# Македония на летних Олимпийских играх 2012
Македония на летних Олимпийских играх 2012 была представлена в двух видах спорта.

## Результаты соревнований

### Водные виды спорта

#### Плавание
Спортсменов — 2
В следующий раунд на каждой дистанции проходят лучшие спортсмены по времени, независимо от места занятого в своём заплыве.
Мужчины
| Соревнование   | Спортсмен       | Предварительные заплывы | Предварительные заплывы | Полуфиналы | Полуфиналы | Финал     | Финал |
| Соревнование   | Спортсмен       | Результат               | Место                   | Результат  | Место      | Результат | Место |
| -------------- | --------------- | ----------------------- | ----------------------- | ---------- | ---------- | --------- | ----- |
| 400 м комплекс | Марко Блажевски | 4:32.38                 | 34                      |            |            |           |       |

Женщины
| Соревнование        | Спортсмен       | Предварительный раунд | Предварительный раунд | Полуфинал | Полуфинал | Финал     | Финал |
| Соревнование        | Спортсмен       | Результат             | Место                 | Результат | Место     | Результат | Место |
| ------------------- | --------------- | --------------------- | --------------------- | --------- | --------- | --------- | ----- |
| 800 м вольный стиль | Симона Маринова |                       |                       |           |           |           |       |

### Лёгкая атлетика
Спортсменов — 2
Мужчины
| Дисциплина | Спортсмен        | Предварительный раунд | Предварительный раунд | Полуфиналы    | Полуфиналы    | Финал         | Финал         |
| Дисциплина | Спортсмен        | Результат             | Место                 | Результат     | Место         | Результат     | Место         |
| ---------- | ---------------- | --------------------- | --------------------- | ------------- | ------------- | ------------- | ------------- |
| 400 м      | Кристиян Ефремов | 47,92                 | 44                    | Не участвовал | Не участвовал | Не участвовал | Не участвовал |

Женщины
| Дисциплина | Спортсмен         | Предварительный раунд | Предварительный раунд | Полуфиналы     | Полуфиналы     | Финал          | Финал          |
| Дисциплина | Спортсмен         | Результат             | Место                 | Результат      | Место          | Результат      | Место          |
| ---------- | ----------------- | --------------------- | --------------------- | -------------- | -------------- | -------------- | -------------- |
| 400 м      | Христина Ристеска | 1:00,86               | 44                    | Не участвовала | Не участвовала | Не участвовала | Не участвовала |